# Only Human
「Only Human」（オンリー・ヒューマン）は、2005年11月23日にリリースした韓国人歌手・Kの、日本で4枚目のシングル。

## 概要
テレビドラマ『1リットルの涙』の主題歌。オリコン週間シングルチャート10位内に、初登場から7週連続チャートインのロングセールスを記録。Kとしての最大のヒット曲になる。また、同ドラマの挿入歌であるレミオロメンの「粉雪」も大ヒットし、1つのドラマのタイアップ曲が2曲同時にオリコンシングルチャート10位内に入ったことでも話題となった。

## 収録曲
1. Only Human
2. Together Forever
3. Steppin' Out
4. Only Human -less vocal-